# 1000-km-Rennen auf dem Nürburgring 1980

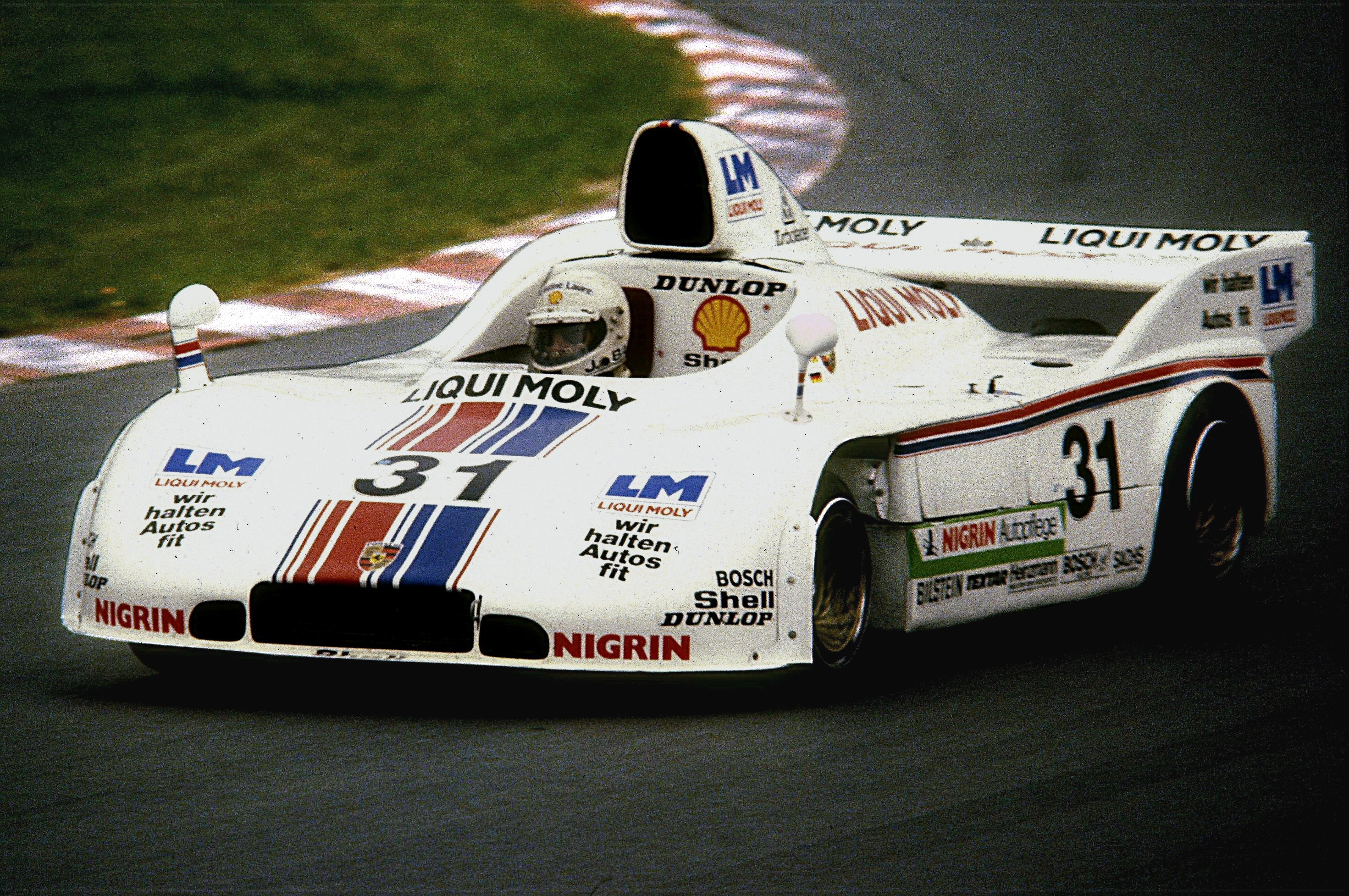
Der von Joest Racing erfolgreich eingesetzte Porsche 908/4 Turbo auf dem Nürburgring 1980

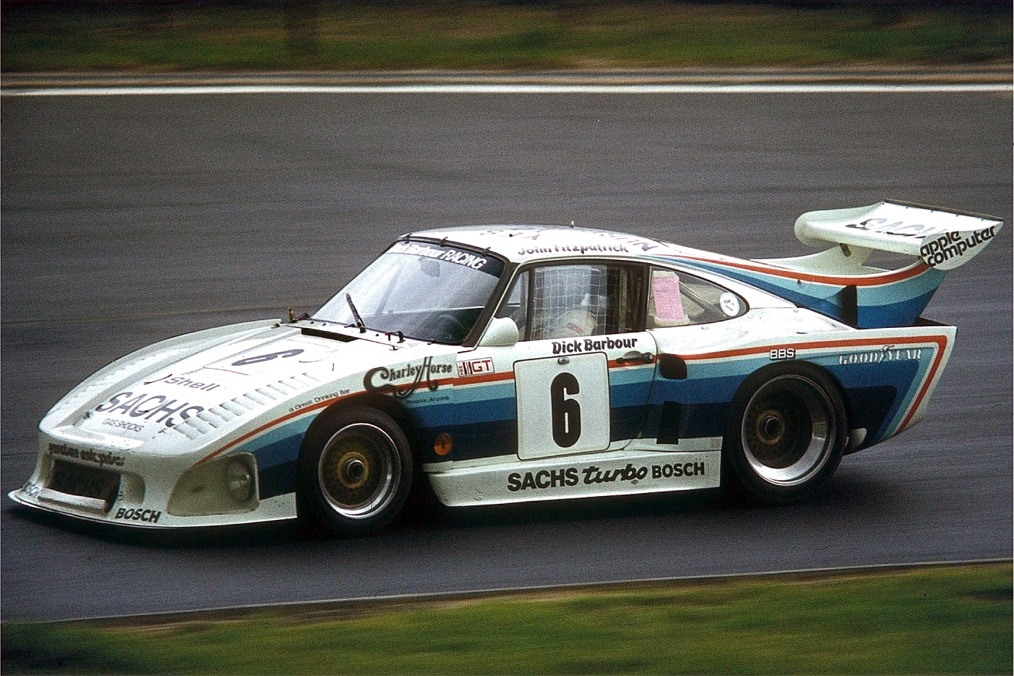
Porsche 935 von John Fitzpatrick, Dick Barbour und Axel Plankenhorn

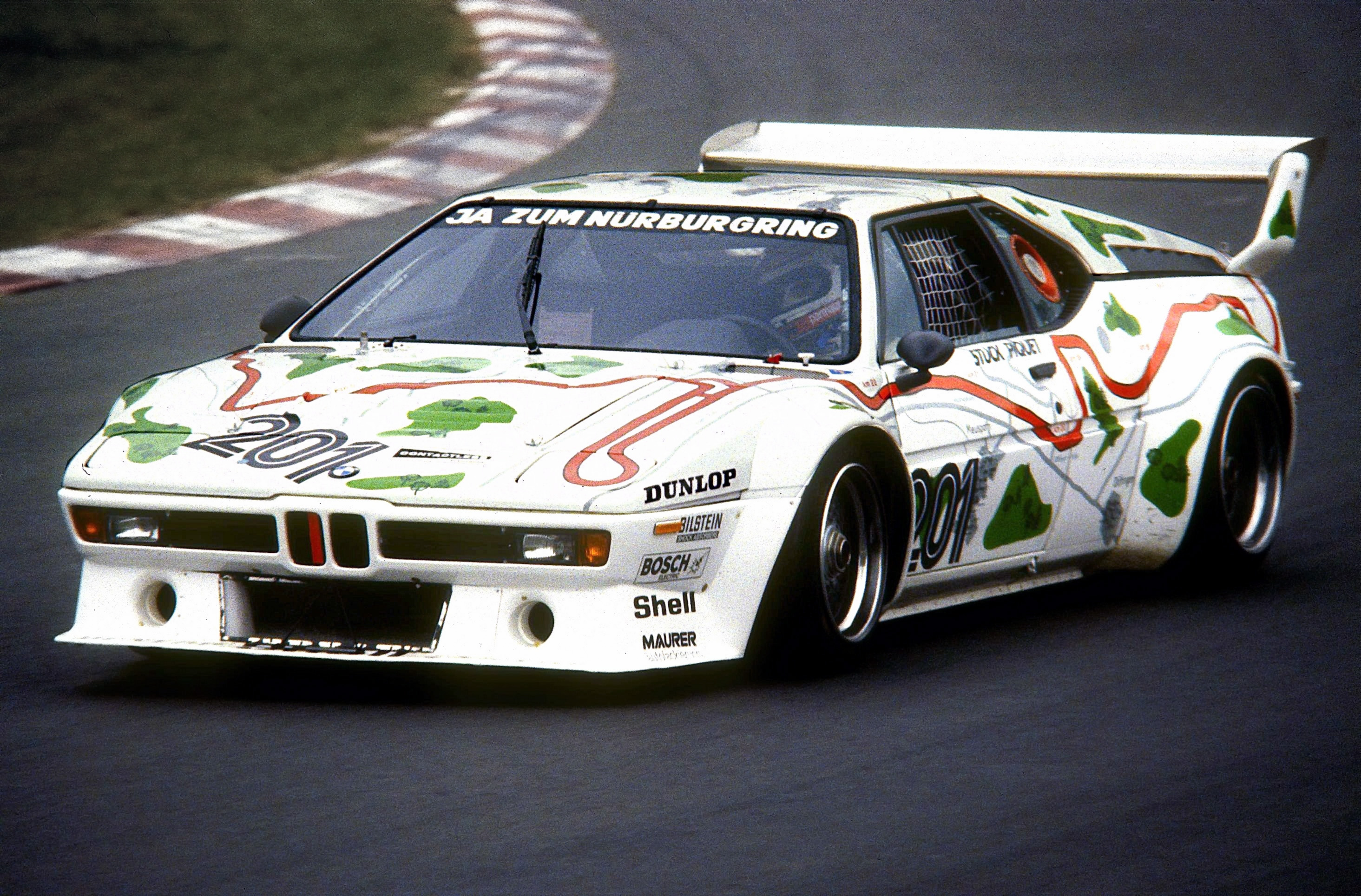
Nelson Piquet im BMW M1 beim Training in der Südkehre

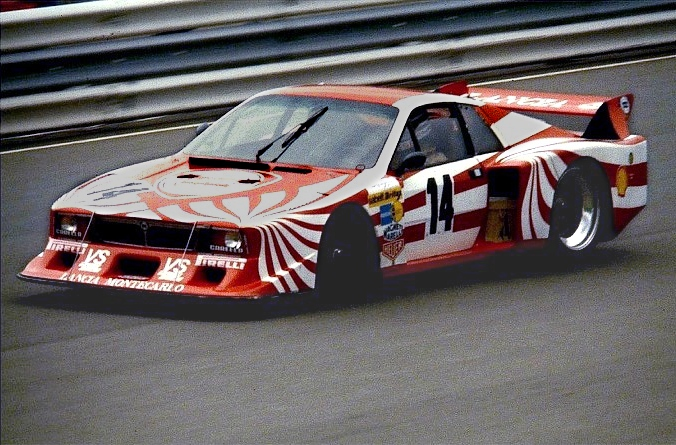
Lancia Beta Montecarlo

Das 26.  1000-km-Rennen auf dem Nürburgring, auch 1000 km Nürburgring, Nürburgring Nordschleife, fand am 25. Mai 1980 statt und war der sechste Wertungslauf der Sportwagen-Weltmeisterschaft dieses Jahres.

## Das Rennen
Für den sechsten Sportwagen-Weltmeisterschaftslauf der Saison gingen 103 Meldungen beim Veranstalter ein. Letztlich nahmen 74 Rennwagen das Rennen auf. Von der Pole-Position ging Rolf Stommelen ins Rennen. Er erzielte im Training auf seinem Porsche 908/4 Turbo eine Zeit von 7:26,000 Minuten auf seiner schnellsten Runde und war damit um mehr als eine Sekunde schneller als sein Markenkollege Bob Wollek im Porsche 935/80.
Nach einer Renndistanz von 1004,740 km wurden die beiden deutschen Rennfahrer Rolf Stommelen und Jürgen Barth als Sieger abgewinkt.

## Ergebnisse

### Schlussklassement
| 1                  | S + 2.0   | 31  | Liqui Moly Joest Racing            | Rolf Stommelen Jürgen Barth                               | Porsche 908/4 Turbo    | 44 |
| 2                  | Gruppe 5  | 6   | Porsche Kremer Racing              | John Fitzpatrick Axel Plankenhorn Dick Barbour            | Porsche 935 K3/80      | 44 |
| 3                  | GTX + 2.0 | 201 | BMW Motorsport                     | Hans-Joachim Stuck Nelson Piquet                          | BMW M1                 | 44 |
| 4                  | Gruppe 5  | 14  | Lancia Corse                       | Riccardo Patrese Hans Heyer                               | Lancia Beta Montecarlo | 44 |
| 5                  | Gruppe 5  | 3   | Gelo Racing                        | Bob Wollek Manfred Schurti                                | Porsche 935/80         | 44 |
| 6                  | Gruppe 5  | 15  | Lancia Corse                       | Eddie Cheever Piercarlo Ghinzani                          | Lancia Beta Montecarlo | 43 |
| 7                  | Gruppe 5  | 5   | Vegla Racing                       | Dieter Schornstein Harald Grohs                           | Porsche 935/77A        | 42 |
| 8                  | S + 2.0   | 38  | Peter Hoffmann Racing              | Peter Hoffmann Norbert Dombrowski                         | McLaren M8F            | 41 |
| 9                  | Gruppe 5  | 20  | GS-Sport                           | Hans-Georg Bürger Bernd Brutschin                         | BMW 320i               | 41 |
| 10                 | Gruppe 5  | 18  | Jägermeister                       | Eckhard Schimpf Anton Fischhaber Mario Ketterer           | BMW 320i               | 40 |
| 11                 | Gruppe 5  | 4   | Weralit Racing Team                | Edgar Dören Jürgen Lässig Gerhard Holup                   | Porsche 935 K3         | 40 |
| 12                 | GT        | 74  | Angelo Pallavicini                 | Angelo Pallavicini Herbert Müller                         | Porsche 934            | 39 |
| 13                 | GT        | 76  | Armin Jahn                         | Armin Jahn Klaus Utz                                      | Porsche 911SC          | 39 |
| 14                 | Gruppe 5  | 23  | Jolly Club                         | Manfred Mohr Martino Finotto                              | Lancia Beta Montecarlo | 38 |
| 15                 | S 2.0     | 53  | John Blanckley                     | Rolf Götz John Blanckley                                  | Chevron B31            | 38 |
| 16                 | Gruppe 5  | 17  | Willy F Racing                     | Preben Kristoffersen Kurt Simonsen                        | BMW 320i               | 38 |
| 17                 | T         | 121 | Berkenkamp Ford                    | Dieter Selzer Gunter Braumüller Lili Reisenbichler        | Ford Escort RS2000     | 37 |
| 18                 | S 2.0     | 55  | Rallye Gemeinschaft Ulm            | Eugen Grupp Ralf Walter                                   | Lola T297              | 36 |
| 19                 | T         | 128 | Format Küchen                      | Herbert Kummle Karl Mauer                                 | Ford Escort            | 36 |
| 20                 | T         | 116 | Brauneiser Renntechnik             | Franz-Joseph Bröhling Peter Prang Axel Felder             | Ford Escort            | 36 |
| 21                 | T         | 114 | Lothan Mich                        | Toni Ochs Karl-Heinz Schäfer                              | Opel Kadett            | 36 |
| 22                 | GT        | 78  | Norddeutscher Automobilclub        | Matthias Lörper Karl-Josef Römer Joachim Oppermann        | Porsche 930            | 36 |
| 23                 | T         | 110 |                                    | Klaus Ligensa Horst Bonefeld                              | VW Scirocco            | 36 |
| 24                 | T         | 113 | Rodler Sport                       | Michael Degenhardt Christoph Esser Wilfried Esser         | Opel Kadett            | 35 |
| 25                 | T         | 117 | Brauneiser Renntechnik             | Axel Felder Paul Hulverscheid Franz-Joseph Bröhling       | Ford Escort            | 35 |
| 26                 | Gruppe 5  | 16  | Giuseppe Piazzi                    | Giuseppe Piazzi Leandro La Vecchia                        | Fiat X1/9              | 35 |
| 27                 | T         | 125 | AC Bad Honnef                      | Hans-Joern Ley Josef Rietmann                             | VW Golf GTI            | 35 |
| 28                 | T         | 124 | Colonia                            | Günter Wohlfahrter Karl Pathe                             | Ford Escort            | 35 |
| 29                 | T         | 118 | KWS Motorsport                     | Hartmut Bauer Helmut Gall                                 | Ford Escort            | 34 |
| 30                 | T         | 115 | Mendener Automobil Sport           | Jörg Helmig Franz-Josef Ruether Fritz Möller              | Opel Ascona            | 34 |
| 31                 | T         | 122 | Berkenkamp Ford                    | Gunter Braumüller Dieter Selzer Bernd Mangold             | Ford Escort            | 33 |
| 32                 | T         | 81  | Gilden Kölsch                      | Herbert Herler Hanno Schumacher Johann Weisheidinger      | Opel Monza             | 33 |
| 33                 | T         | 126 | Wahlscheid Motor Sports Club       | Heinrich Sprungmann Gerhard Mennecken                     | VW Golf GTI            | 30 |
| Nicht klassiert    |           |     |                                    |                                                           |                        |    |
| 34                 | T         | 119 | KWS Motorsport                     | Detlef Deege Thomas von Löwis Rolf Rosenkranz             | Ford Escort            | 27 |
| Ausgefallen        |           |     |                                    |                                                           |                        |    |
| 35                 | Gruppe 5  | 19  | Jan Odor                           | Richard Jenvey Lawrie Hickman                             | Lotus Esprit S1        | 37 |
| 36                 | T         | 111 | Secula Veltman                     | Wolfgang Walter Werner Prinz                              | Opel Ascona            | 30 |
| 37                 | S 2.0     | 51  | Enzo Osella                        | Vittorio Brambilla Lella Lombardi                         | Osella PA8             | 29 |
| 38                 | Gruppe 5  | 12  | Preston Henn                       | Brian Redman Preston Henn John Paul                       | Porsche 935 K3         | 27 |
| 39                 | T         | 129 | Roedler Sport                      | Wolfgang Offermann Michael Dagenhardt Wolf-Dieter Mantzel | Opel Kadett            | 26 |
| 40                 | Gruppe 5  | 11  | Jägermeister                       | Erich Schiebler Anton Fischhaber Rick Köhler              | Porsche 935            | 22 |
| 41                 | T         | 93  | Yale Stapler                       | Kurt Hens Peter Biewald Hans Schell                       | BMW 2002               | 22 |
| 42                 | T         | 94  | Bergisch-Gladbach Renngemeinschaft | Jürgen Möhle Richard Bremmekamp Ernst Thierfelder         | BMW 2002               | 22 |
| 43                 | T         | 103 | Karl-Ernst Brune                   | Karl-Ernst Brune Gerhard Hennemann                        | Alfa Romeo GTV         | 22 |
| 44                 | GTX + 2.0 | 204 | Z & W Enterprises                  | Pierre Honegger Ernesto Soto                              | Mazda RX-7 GTP         | 22 |
| 45                 | T         | 105 | KWS Motorsport                     | Rudolf Dötsch Helmut Gall                                 | Ford Escort            | 21 |
| 46                 | S + 2.0   | 36  | Kurt Hild                          | Kurt Hild Kurt Lotterschmid                               | TOJ 306S               | 19 |
| 47                 | GT        | 86  | Yale Stapler                       | Helge Probst Knuth Mentel Wolfgang Walter                 | Porsche 911SC          | 19 |
| 48                 | Gruppe 5  | 22  |                                    | Peter Ernst Rainer Zweibäumer                             | BMW 320i               | 18 |
| 49                 | T         | 82  |                                    | Walter Loeffler Hugo Nueckel Günter Filthaut              | Opel Monza             | 18 |
| 50                 | T         | 131 | Veytal Tuning                      | Helmut Sanden Michael Sanden                              | VW Golf GTI            | 18 |
| 51                 | Gruppe 5  | 1   | Zakspeed Racing                    | Klaus Ludwig Jochen Mass                                  | Ford Capri Turbo       | 16 |
| 52                 | T         | 95  | Yale Stapler                       | Heiner Müller Michael Middelhaufe                         | BMW 2002               | 15 |
| 53                 | S + 2.0   | 33  | Siegfried Brunn                    | Volkert Merl Siegfried Brunn                              | Porsche 908/3          | 14 |
| 54                 | GT        | 87  | Karl-Heinz Becker                  | Karl-Heinz Becker Theo Koerner                            | Mazda RX-7             | 14 |
| 55                 | T         | 96  | Erbach MSTC                        | Hans Weissgerber Hermann-Josef Nett                       | BMW 2002               | 13 |
| 56                 | T         | 99  |                                    | Joachim Scheefeldt Robert Heckenbach Werner Lungstrass    | BMW 2002               | 12 |
| 57                 | T         | 102 | OBI Deutschland                    | Bernd Knipper Wolfgang Balzar                             | Alfa Romeo GTV         | 12 |
| 58                 | T         | 104 | Valvoline Deutschland              | Peter Valder Paul Strohle                                 | BMW 320i               | 12 |
| 59                 | S + 2.0   | 39  | Jörg Obermoser                     | Norbert Przybilla Klaus Walz                              | TOJ SC302              | 11 |
| 60                 | Gruppe 5  | 8   | Claude Haldi                       | Claude Haldi Derek Bell Bernard Béguin                    | Porsche 935            | 10 |
| 61                 | T         | 84  | Berkenkamp Ford                    | Lili Reisenbichler Mathias Schneider                      | Ford Capri             | 10 |
| 62                 | T         | 107 | IFM Electronic                     | Hagen Artl Peter Kuhlmann Klaus Bieler                    | Audi 80                | 8  |
| 63                 | S 2.0     | 57  | Formel Rennsport Club, Zurich      | Urs Neukomm                                               | Lola T212              | 7  |
| 64                 | S 2.0     | 58  | Formel Rennsport Club, Zurich      | Max Sigrist                                               | Lola T298              | 7  |
| 65                 | S + 2.0   | 40  |                                    | Peter Hardt Karl-Adolf Kneip                              | KMW SP30               | 6  |
| 66                 | S 2.0     | 60  |                                    | Roland Binder                                             | Lola T390              | 6  |
| 67                 | S + 2.0   | 41  |                                    | Karl Langjahr                                             | EB-Porsche Spyder      | 5  |
| 68                 | S + 2.0   | 42  |                                    | Siegfried Rieger                                          | McLaren M8             | 5  |
| 69                 | T         | 108 | Fenstermann Rennsport              | Hans-Werner Hilger Wolfgang Jacobs                        | VW Scirocco            | 3  |
| 70                 | Gruppe 5  | 24  | Jan Lundgårdh                      | Jan Lundgårdh Kennerth Persson                            | Porsche 935 L1         | 2  |
| 71                 | T         | 91  |                                    | Werner Struck Kennerth Persson Josef Kaufmann             | Ford Escort RS         | 1  |
| 72                 | S + 2.0   | 37  | Peter Hoffmann                     | Norbert Dombrowski Peter Hoffmann                         | Sauber C5              | 0  |
| 73                 | T         | 109 | Sieglar Renngemeinschaft           | Klaus Bornschein Jochen Schramm Alexander Nickisch        | VW Scirocco            | 0  |
| 74                 | T         | 123 | Valvoline Deutschland              | Kurt Müller Dieter Kraft Alexander Guettes                | Ford Escort            | 0  |
| Nicht gestartet    |           |     |                                    |                                                           |                        |    |
| 75                 | T         | 98  | Valvoline Deutschland              | Rudolf Beck Helmut Kreinberg                              | BMW 2002               | 1  |
| 76                 | T         | 112 |                                    | Franz-Josef Ruether Jörg Helmig Fritz Möller              | Opel Kadett            | 2  |
| Nicht qualifiziert |           |     |                                    |                                                           |                        |    |
| 77                 | T         | 83  |                                    | Kurt Woitech Johannes Scheid                              | Opel Commodore         | 3  |
| 78                 | T         | 100 |                                    | Frank Schmidt Jens Schmidt Hilde Schmidt                  | BMW 2002               | 4  |
| 79                 | T         | 101 |                                    | Hans Schell Kurt Hens Heinz Weiler                        | BMW 2002               | 5  |
| 80                 | T         | 130 |                                    | Hans Wöltje Kämena Jürgen Galle                           | BMW 320i               | 6  |

1 nicht gestartet
2 nicht gestartet
3 nicht qualifiziert
4 nicht qualifiziert
5 nicht qualifiziert
6 nicht qualifiziert

### Nur in der Meldeliste
Hier finden sich Teams, Fahrer und Fahrzeuge, die ursprünglich für das Rennen gemeldet waren, aber aus den unterschiedlichsten Gründen daran nicht teilnahmen.
| Pos. | Klasse    | Nr. | Team                          | Fahrer                                                     | Chassis            |
| ---- | --------- | --- | ----------------------------- | ---------------------------------------------------------- | ------------------ |
| 81   | Gruppe 5  | 10  |                               | Adrian Yates-Smith Mike Wilds                              | Porsche 911        |
| 82   | Gruppe 5  | 21  | GS-Sport                      | Hans-Georg Bürger Bernd Brutschin                          | BMW 320i           |
| 83   | S + 2.0   | 32  | Liqui Moly                    | Reinhold Joest Jürgen Barth                                | Porsche 908/80     |
| 84   | S + 2.0   | 34  | Deutsch Brothers              | Olof Wijk Walter Lechner Rainer Rahardt                    | Deutsch Special    |
| 85   | S + 2.0   | 35  | Deutsch Brothers              | Rainer Rahardt Olof Wijk Walter Lechner                    | KMW SP6            |
| 86   | S 2.0     | 52  |                               | David Mercer Mike Chittenden                               | Vogue SP2          |
| 87   | S 2.0     | 54  | BMW Zol                       | François Sérvanin Laurent Ferrier                          | Chevron B36        |
| 88   | S 2.0     | 56  |                               | Helmut Bross Peter Stürtz                                  | Lola               |
| 89   | S 2.0     | 59  | OMS Racing                    | Oscar Bubeck                                               | Osella PA6         |
| 90   | GT        | 72  | Richard Cleare                | Richard Cleare Tony Dron                                   | Porsche 934        |
| 91   | GT        | 73  | Alméras Freres                | Jean-Marie Alméras Jacques Alméras                         | Porsche 934        |
| 92   | GT        | 75  | Formel Rennsport Club, Zurich | Peter Zbinden Edi Kofel                                    | Porsche 934        |
| 93   | GT        | 77  |                               | Armin Siefener Bernd Schiller                              | Porsche 930        |
| 94   | T         | 85  | KWS Motorsport                | Rudolf Dötsch Helmut Gall                                  | Ford Capri         |
| 95   | T         | 92  | East Belgium Racing           | Leon Closhe Emmanuel Remion Axel Hueweller                 | Fiat 131           |
| 96   | T         | 97  | Valvoline Deutschland         | Peter Stern Norbert Lehmann                                | BMW 2002           |
| 97   | T         | 105 | Schulz TM Automobiltechnik    | Friedhelm Croes Werner Horn                                | Audi 80            |
| 98   | T         | 106 | Schulz TM Automobiltechnik    | Heinz-Jürgen Hoffknecht Michael Eschmann                   | Audi 80            |
| 99   | T         | 120 | KWS Motorsport                | Rolf Rosenkranz                                            | Ford Escort RS2000 |
| 100  | T         | 127 |                               | Alfred Kunze Detlef Ringhoff                               | VW Golf GTI        |
| 101  | T         | 132 | Karl-Heinz Gürthler           | Karl-Heinz Gürthler Karl-Heinz Schäfer Fred Michael Gubbin | BMW 320i           |
| 102  | GTX + 2.0 | 202 | Cassani Racing                | Christian Danner Peter Oberndorfer                         | BMW M1             |
| 103  | GTX + 2.0 | 203 | Jürgen Kannacher              | Jürgen Kannacher Jürgen Lässig                             | BMW M1             |

### Klassensieger
| Klasse                  | Fahrer             | Fahrer            | Fahrer             | Fahrzeug            | Platzierung im Gesamtklassement |
| ----------------------- | ------------------ | ----------------- | ------------------ | ------------------- | ------------------------------- |
| Sportwagen über 2 Liter | Rolf Stommelen     | Jürgen Barth      |                    | Porsche 908/4 Turbo | Gesamtsieg                      |
| Sportwagen bis 2 Liter  | Rolf Götz          | John Blanckley    |                    | Chevron B31         | Rang 15                         |
| Gruppe 5                | John Fitzpatrick   | Axel Plankenhorn  | Dick Barbour       | Porsche 935 K3/80   | Rang 2                          |
| GT                      | Angelo Pallavicini | Herbert Müller    |                    | Porsche 934         | Rang 12                         |
| Tourenwagen             | Dieter Selzer      | Gunter Braumüller | Lili Reisenbichler | Ford Escort RS2000  | Rang 17                         |
| GTX über 2 Liter        | Hans-Joachim Stuck | Nelson Piquet     |                    | BMW M1              | Rang 3                          |

### Renndaten
- Gemeldet: 103
- Gestartet: 74
- Gewertet: 33
- Rennklassen: 6
- Zuschauer: 60.000
- Wetter am Renntag: unbekannt
- Streckenlänge: 22,835 km
- Fahrzeit des Siegerteams: 5:52:15,100 Stunden
- Gesamtrunden des Siegerteams: 44
- Gesamtdistanz des Siegerteams: 1004,740 km
- Siegerschnitt: 171,140 km/h
- Pole Position: Rolf Stommelen – Porsche 908/4 Turbo (#31) – 7:26,000 = 183,02 km/h
- Schnellste Rennrunde: John Fitzpatrick – Porsche 935 K3/80 (#6) – 7:34,300 = 180,951 km/h
- Rennserie: 6. Lauf zur Sportwagen-Weltmeisterschaft 1980